# Alfa Romeo (automerk)
Alfa Romeo Automobili S.p.A. is een gerenommeerd Italiaans automerk met een sportief imago. Naast sportieve gezinsauto's, coupés en cabriolets staat het merk ook bekend om zijn legendarische sportwagens. Dit komt mede door het feit dat Alfa Romeo sinds haar beginjaren betrokken is geweest bij autoraces. Hierdoor heeft Alfa Romeo succesvol aan veel grote racetoernooien deelgenomen zoals de Auto GP en de Formule 1. Alfa Romeo bouwt jaarlijks ongeveer 150.000 wagens en is daarmee het grootste Italiaanse automerk na FIAT van FCA Italy.
Alfa Romeo is in 1910 ontstaan uit SAID, de Italiaanse vestiging van het Franse automerk Darracq. Het bedrijf kreeg eerst de naam ALFA (Anonima Lombarda Fabbrica Automobili), tot het werd overgenomen door Nicola Romeo.

## Geschiedenis

### De beginjaren

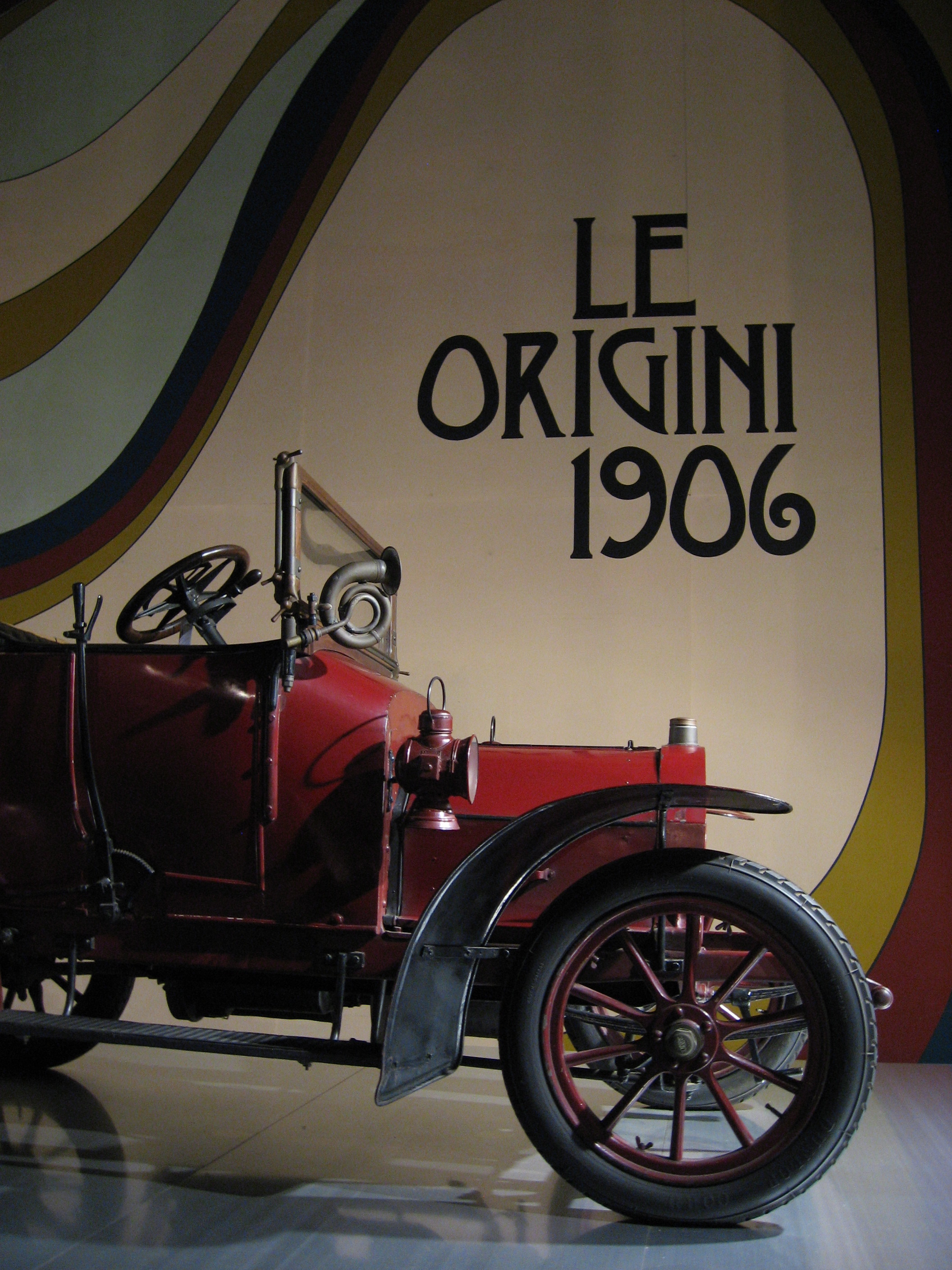
De 8/10 HP van Alfa's voorganger SAID

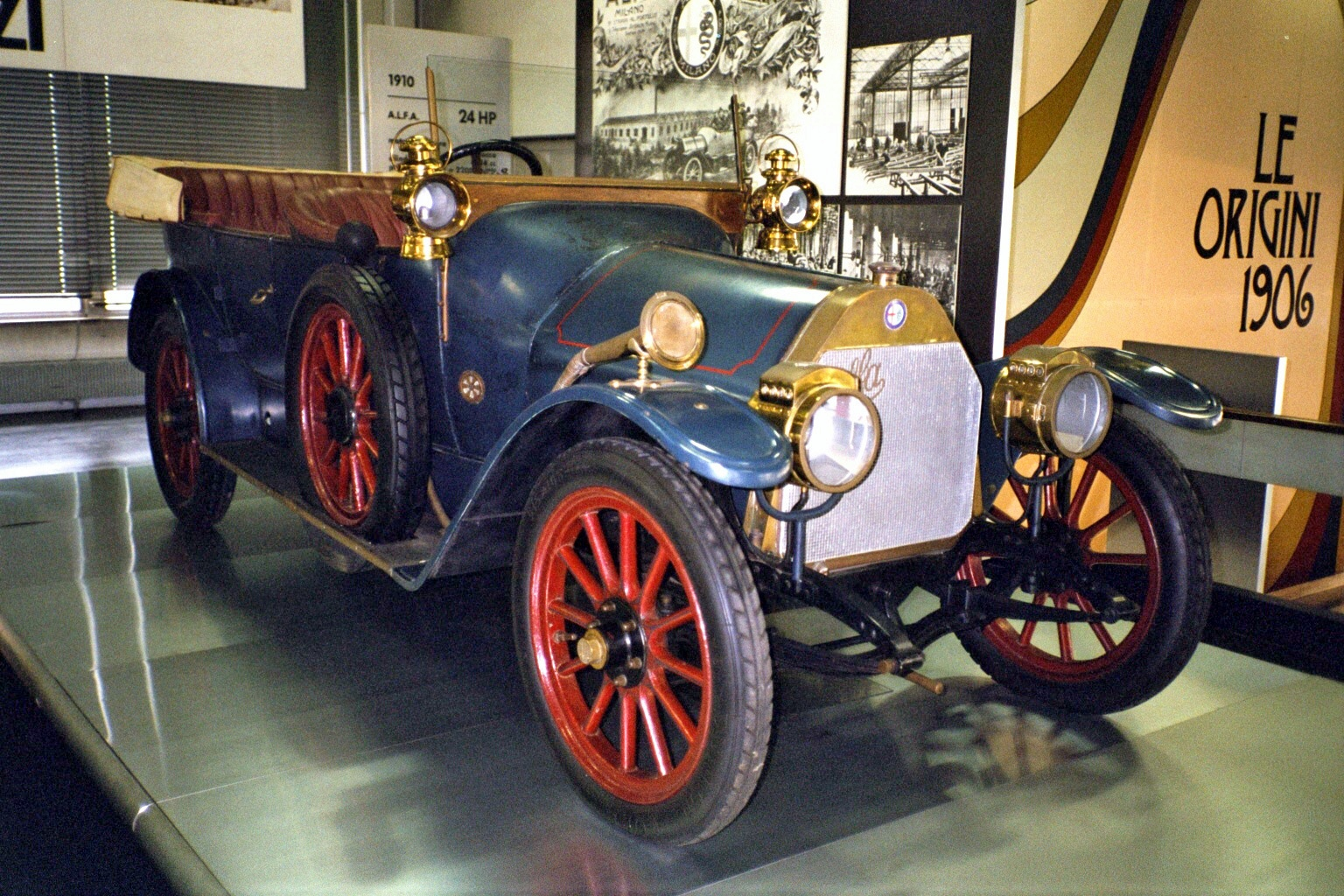
Alfa 24 HP (1910): De allereerste Alfa Romeo

In 1906 werd de Società Anonima Italiana Darracq (SAID) in Italië opgericht door de Fransman Alexandre Darracq. Darracq dacht dat de Italiaanse automarkt, die op dat moment nog in de kinderschoenen stond in vergelijking met Duitsland en Frankrijk, rijp was voor zijn oudere en kleine modellen. SAID werd door hem gestart als onderdeel van zijn reeds bestaande Franse autofabriek (Darracq).
Alhoewel zijn gedachte de Italiaanse markt te veroveren met oudere en kleine modellen vanuit het perspectief van de econoom slim was, was Darracq niet succesvol met SAID. Zijn eerste twee modellen voor de Italiaanse markt waren motorisch te zwak voor de op dat moment slechte en steile Italiaanse wegen. SAID kon niet concurreren met de wagens die in Italië geïmporteerd werden.
Ondanks het naderende einde voor SAID was Darracq niet bereid betere modelontwerpen door te sluizen naar zijn Italiaanse bedrijf. In 1909 werd Darraq uitgekocht door de bedrijfsleider van de Italiaanse vestiging, Ugo Stella. Deze huurde Giuseppe Merosi in om nieuwe modellen te ontwikkelen die daadwerkelijk geschikt zouden zijn voor de Italiaanse markt. De associatie met de slechte modellen van Darracq werd verbroken door vanaf 24 juni 1910 een nieuwe naam voor de onderneming te voeren, Anonima Lombarda Fabbrica Automobili, kortweg ALFA. De eerste echte Alfa was de 24 HP, met 4084 cc, vier cilinders en 42 paardenkrachten. Dit was viermaal de kracht van het grootste Darracqmodel, dat hij moest vervangen.

### Eerste Wereldoorlog
Rond 1916, tijdens de Eerste Wereldoorlog, verkocht het laatste Darracqfamilielid zijn aandelen aan de bank. Deze wist ze door te verkopen aan een pomp- en compressorfabrikant, Nicola Romeo. Romeo was succesvol met het fabriceren voor de oorlogsindustrie en had nieuwe fabrieksruimte nodig. Hij was, als mijnbouwkundige, geen liefhebber van automobielen. Romeo kocht voor zijn doel de overige aandeelhouders van Alfa volledig uit en kreeg zo het volledige bedrijf in handen. Hij begon de fabrieken te gebruiken om tractoren, vliegtuigmotoren en spoorwegmaterieel te fabriceren. Hoeveel er ook gefabriceerd werd, auto's rolden er niet meer van de band gedurende de oorlogsjaren. Tijdens deze jaren noemde Romeo de onderneming zelfs naar zichzelf.

### Het interbellum

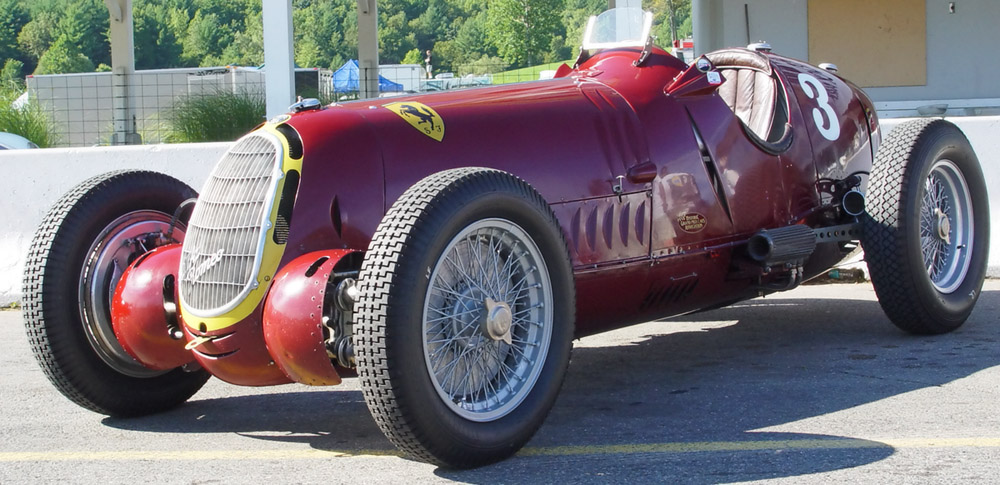
Alfa Romeo 8C 2900 van Scuderia Ferrari

Na de oorlog, in 1918, stortte de oorlogsindustrie in. Nicola Romeo was een vaardig ondernemer en zag de kans om alsnog auto's te gaan produceren. De onderneming werd opnieuw hernoemd. De naam Romeo voor de wagens zou weinig betekenen buiten de mijnbouwwereld, waar Nicola Romeo tot de oorlog succesvol in was. Nicola wilde echter nog steeds zijn naam verbonden zien met het bedrijf en wilde niet gewoon de vooroorlogse naam ALFA gebruiken. Het compromis luidde "Alfa Romeo".
Om het nieuwe merk bekendheid te geven begon Alfa Romeo deel te nemen aan de diverse races die in Italië werden gehouden, en men wist hier de nodige successen mee te boeken en daadwerkelijk naamsbekendheid op te bouwen. De verkopen stegen gestaag. Rond 1925 werd Merosi als technisch hoofd opgevolgd door Vittorio Jano. Jano verliet voor zijn aanstelling het raceteam van FIAT. In die tijd was Enzo Ferrari het hoofd van het raceteam van Alfa Romeo (na ook veel races voor Alfa Romeo te hebben gereden) en Ferrari was ervoor verantwoordelijk Jano zover te krijgen FIAT te verlaten om voor Alfa Romeo te komen werken. Jano construeerde meteen de legendarische P2, een auto die zeven jaar lang de grand-prixwedstrijden zou domineren. In 1932 werd de P2 opgevolgd door de Tipo B, een wagen die gedurende twee jaar elke Grand Prix won waaraan hij deelnam. In 1933 dreigde Alfa Romeo failliet te gaan, maar de Italiaanse regering bracht redding en het IRI (Instituut voor Industriële Wederopbouw) werd eigenaar van het bedrijf. Meteen trok Alfa Romeo zich terug uit alle competities en het racen met Alfa's werd overgelaten aan Scuderia Ferrari. Tijdens de tweede helft van de jaren 30 gaat het Alfa Romeo voor de wind, en in 1938 wordt Alfa Corse opgericht om de controle over de racedivisie weer naar Alfa Romeo zelf te brengen.

### Tweede Wereldoorlog
Door de deelname van Italiaanse zijde aan de Tweede Wereldoorlog ontstonden er nadien voor Alfa Romeo allerlei organisatorische problemen. De bevoorrading werd steeds moeilijker en bovendien werden de fabrieken tot driemaal toe gebombardeerd, in 1940, 1943 en 1944. Het laatste bombardement leidde tot een vrijwel volledige stopzetting van de productie in Portello.

### Na de oorlog

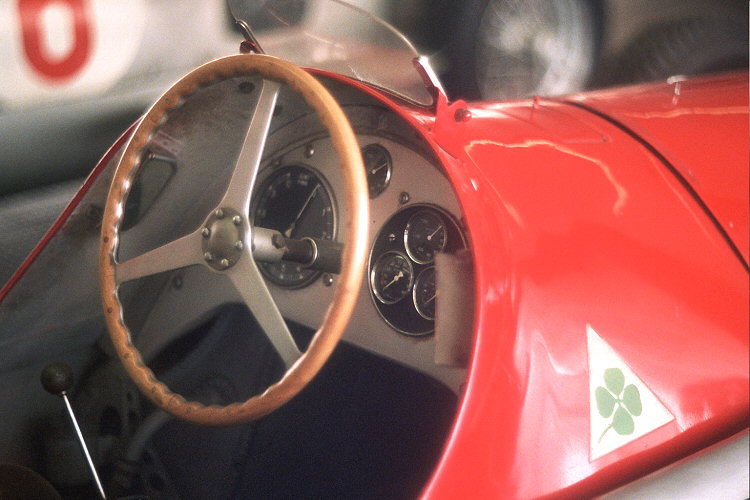
De 159-formule 1-wagen waarmee Fangio in 1951 de wereldtitel won.

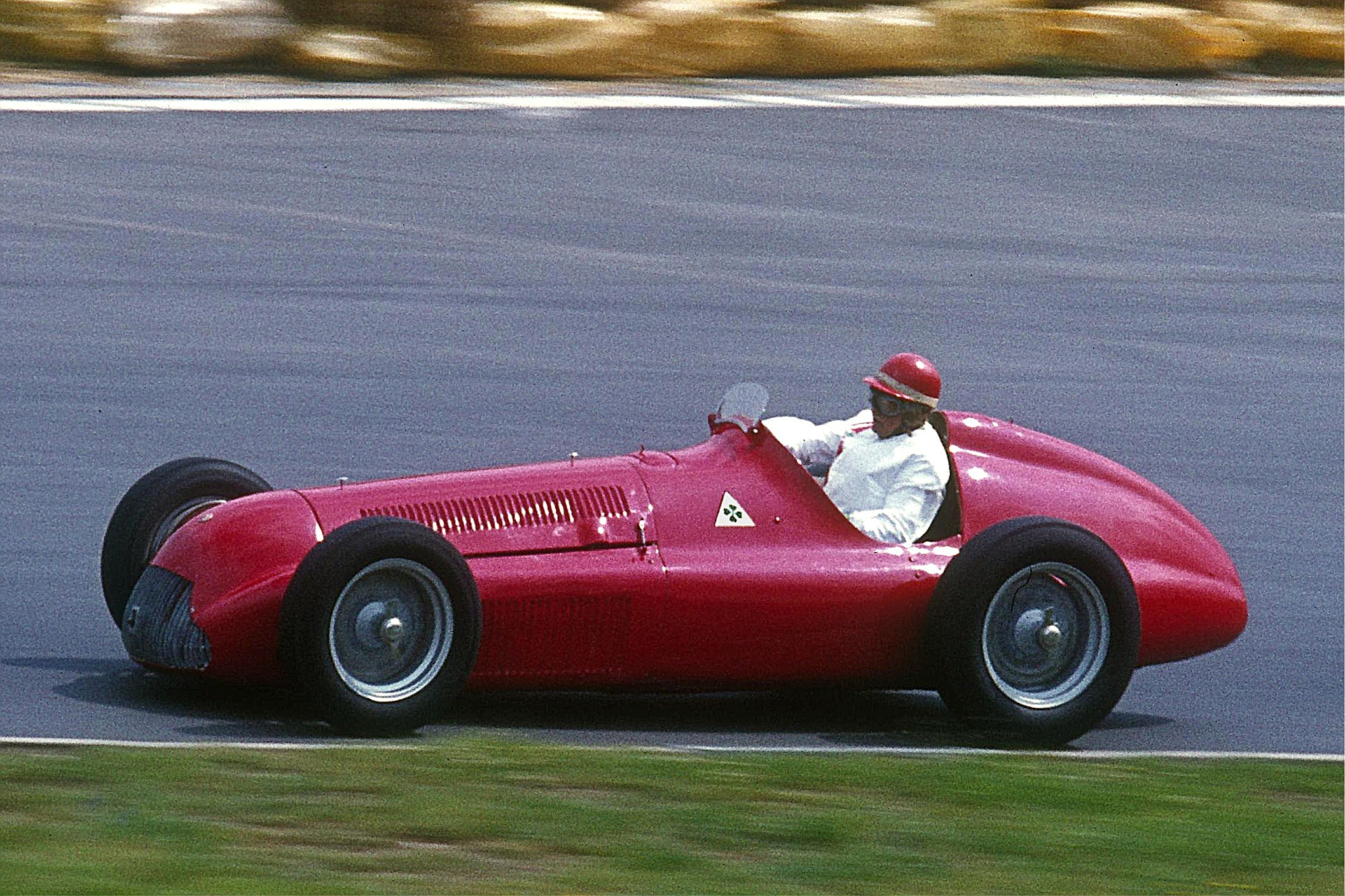
Alfa Romeo Alfetta 159

In 1945 werden de werkzaamheden weer op kleine schaal hervat, met de productie van scheepsmotoren, vliegtuigmotoren en zelfs moderne elektrische kooktoestellen. De autoproductie kwam eveneens op gang, om te beginnen met de 6C 2500- en later ook de Tipo 158-Grand Prix-wagens, die in 1950 werden doorontwikkeld tot de Tipo 159's met enkele uiterlijke wijzigingen en grondig gemoderniseerde en krachtiger motoren. Alfa Romeo had inmiddels het oorlogstrauma achter zich gelaten. Nadat de productie weer volledig op peil was, speelde de onderneming ook met straatmodellen weer een rol van betekenis, onder meer met een reeks speciale creaties op basis van de 6C 2500, met koetswerken van Pininfarina en Carrozzeria Touring
1950 was voor Alfa Romeo het jaar van de ommekeer, zowel op industrieel als op sportief gebied. In de jaren vijftig legde Alfa Romeo zich toe op modellen die in grote series gebouwd konden worden. De onderneming had twee doelstellingen: het opstarten van de lopende band-productie en het behalen van sportieve successen met op hoge prestaties gebouwde standaardproducten. De Alfa Romeo 1900 werd de eerste Alfa Romeo die volledig op de lopende band was geproduceerd. 1950 Was ook het eerste jaar van de formule 1, en Alfa Romeo domineerde de eerste twee jaar dankzij de succesvolle Alfetta 159. Met Giuseppe Farina en Juan Manuel Fangio werd tweemaal de wereldtitel gewonnen.
De markt veranderde echter, en Alfa Romeo stapte uit de Formule 1 om zich meer te richten op productiewagens. In 1954 leverde dit de Giulietta op. In die jaren ontwikkelde zich een trend die zich nog lang in de jaren daarna zou voortzetten: de samenwerking tussen de eigen ontwikkelingsafdeling en externe carrosseriestilisten zoals Bertone, Zagato en Pininfarina. In 1960 werd begonnen met de bouw van een nieuwe fabriek in Arese, die drie jaar later werd geopend. De eerste auto die er werd geproduceerd was de Giulia, waarvan er meer dan een miljoen exemplaren in verschillende versies werden gebouwd. De jaren zeventig waren een periode van hoogte- en dieptepunten voor Alfa Romeo. Managementproblemen werden afgewisseld met sportieve successen. De periode werd bepaald door de economisch-financiële situatie van de onderneming, die niet volledig kon voldoen aan de vraag van de markt en bovendien veel last ondervond van de energiecrisis. 1970 was het jaar van de Montreal, Bertones droomauto voor de Wereldtentoonstelling van 1967 in Canada, die uiteindelijk ook in productie zou gaan.
In 1979 keerde men terug in de Formule 1, waarna het vanaf het seizoen 1980 een volledig programma ondernam. Deze periode verliep minder succesvol voor het merk, en zij verlieten het kampioenschap na het seizoen 1985. Tot 1988 bleef het nog wel motoren leveren aan diverse teams.

### Autodelta
In 1964 werd Autodelta opgericht onder leiding van Carlo Chiti en Lodovico Chizzola. De onderneming hield zich voornamelijk bezig met het ontwikkelen van racewagens op basis van standaard productiemodellen. In 1970 werkte Autodelta nauw samen met McLaren en leverde men aan het raceteam de drieliter-V8-motoren die in de formule 1 werden gebruikt.

### FIAT-tijdperk
In 1986 verkocht het overheidsbedrijf Finmeccanica Alfa Romeo aan de FIAT-groep, die het samen met Lancia in een nieuwe onderneming samenvoegde, Alfa Lancia S.p.A. genaamd, die het jaar daarop operationeel werd. Dit zorgde ervoor dat Alfa Romeo veel techniek moest delen met FIAT.
Zo verdween de kenmerkende achterwielaandrijving, tot grote teleurstelling van de echte Alfisten.
De lancering van de Alfa 156 in september 1997 vormt een sleutelmoment in de herpositionering van Alfa Romeo op de Europese markt. De Alfa 156 werd verkozen tot Auto van het Jaar 1998; het was de eerste keer dat Alfa Romeo deze prestigieuze prijs won. In 2001 werd de Alfa 147 eveneens uitgeroepen tot Auto van het Jaar.
In 2005 kocht de FIAT-groep het merk Maserati van Ferrari. De Alfa Lancia S.p.A. werd opgeheven en Maserati werd aan Alfa Romeo toegevoegd. Het duo werd "Polo Sportivo" genoemd. De merken delen motoren, onderstellen en versnellingsbakken, en in sommige gevallen ook dealers.
Op 1 februari 2007 werd de FIAT-groep hervormd en werden Alfa Romeo, Maserati, Lancia en FIAT ondergebracht in aparte ondernemingen. Voor Alfa Romeo kreeg die onderneming de naam Alfa Romeo Automobili SpA. De verschillende ondernemingen blijven wel allemaal volledig in handen van Fiat Group Automobiles SpA.
In 2016 stapte Ferrari weer uit de FIAT-groep.

### Alfa en de Italiaanse overheid

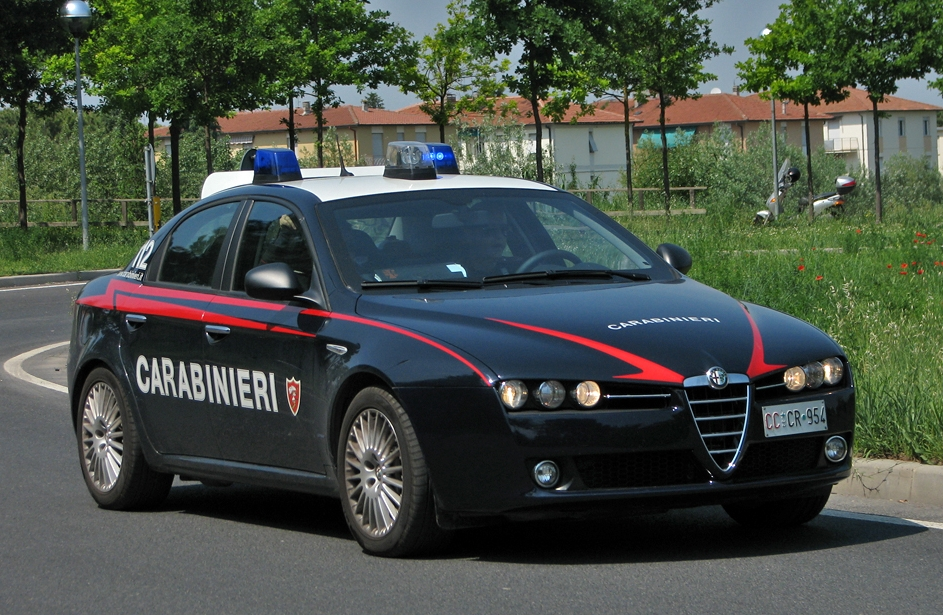
Een 159 in carabinieri uitvoering

Alfa Romeo's staan erom bekend een voorkeur te genieten bij de Carabinieri, Politie en Fiscale politie van Italië. Dit begon in de jaren 60 met de Giulia die erg wendbaar en snel bleek. Alfa Romeo leverde de aangepaste Giulia's voor de politie in groen/blauw en de carabinieri kreeg hun auto's in een blauw/witte kleur. Het indrukwekkende uiterlijk van deze dienstauto's dwong respect en bewondering af bij de bevolking. Later zouden naast de Giulia's nog veel meer Alfa's volgen, waaronder de volgende modellen: Alfetta, Giulietta (zowel de generaties uit 1977 als uit 2010), 33, 75, 164, 166, 155, 156, 159 en in 2016 hebben de carabinieri en staatspolitie ook enkele nieuwe Giulia's mogen verwelkomen. Daarnaast zijn Alfa's populair bij andere overheidsdiensten.

## Toekomst
Alfa Romeo wil zich opnieuw stevig in de markt zetten met een negental nieuwe modellen. Om dit te verwezenlijken wordt er tussen 2015 en 2021 geleidelijk een compleet nieuw modellengamma geïntroduceerd. Indien deze terugkeer van Alfa slaagt en de verkopen er weer bovenop komen is Alfa door FCA CEO Sergio Marchionne een renstal in de Formule 1 beloofd. Op 29 november 2017 werd aangekondigd dat Alfa Romeo na 30 jaar afwezigheid haar rentree in de Formule 1 zal gaan maken. Alfa Romeo zou het komende seizoen samen met de renstal van Sauber een samenwerking aangaan op strategisch, commercieel en technologisch vlak. De renstal zou vanaf 2018 als Alfa Romeo Sauber F1 door het leven gaan.
De producent wil zichzelf herintroduceren op tal van markten, waaronder die van het Verenigd Koninkrijk en de Verenigde Staten. Dat deed het met de 4C met middenmotor. In 2015 lanceerde Alfa een nieuwe, achterwielaangedreven middenklasser, die gebaseerd is op het Giorgio platform: de Giulia. In 2016 werd hier de Alfa Romeo Stelvio aan toegevoegd om voet aan de grond te krijgen in de SUV-markt. In februari 2022 stelt Alfa Romeo de Tonale voor, een compacte SUV in het luxesegment. In het eind van 2024 komt de Alfa Romeo Junior in de showrooms te staan. Dit is een zeer compacte elektrische (elettrica) of hybride (ibrida) SUV.

## Techniek
Het merk heeft vele belangrijke innovaties op haar naam die vandaag de dag nog in veel auto's zijn terug te vinden.
- Dubbele ontsteking: Twin Spark
- DOHC (1914 Grand Prix auto, jaren ’20 6C)
- Mechanische variabele kleptiming (Duetto/Spider)
- Schijfremmen op alle wielen (Giulia 105)
- Kunststof radiatortank (Giulia 105)
- Transaxle (Alfetta 2000, GTV)
- Elektrische variabele klepbediening (Alfetta)
- Gerobotiseerde versnellingsbak (156 selespeed)
- Common-rail dieselmotor (156)
- Multiair – Elektrohydraulische variabele klepbediening (MiTo) en sommige modellen van de (giulietta)

## Imago
Het merk kent een grote groep liefhebbers die "Alfisti" worden genoemd. Over de hele wereld zijn alfaclubs en registers te vinden die deze Alfisti met elkaar verenigen. Zo ook in Nederland, waar de Stichting Club Alfa Romeo Bezitters (SCARB) regelmatig bijeenkomsten, toerritten en circuitdagen organiseert. Volgens de Alfisti symboliseert Alfa Romeo een aantal waarden die tot de verbeelding spreken: een sportief hart (cuore sportivo in het Italiaans), een fraai motorgeluid, karakter, temperament, elegante vormen en Italiaanse flair. Alfa's staan bekend als echte rijdersauto's vanwege hun sportiviteit en directe respons. Aan de andere kant zijn ze dusdanig getemperd dat een Alfa ook voor alledaags gebruik geschikt is, zonder te moeten inleveren op comfort en verbruik.

## Logo

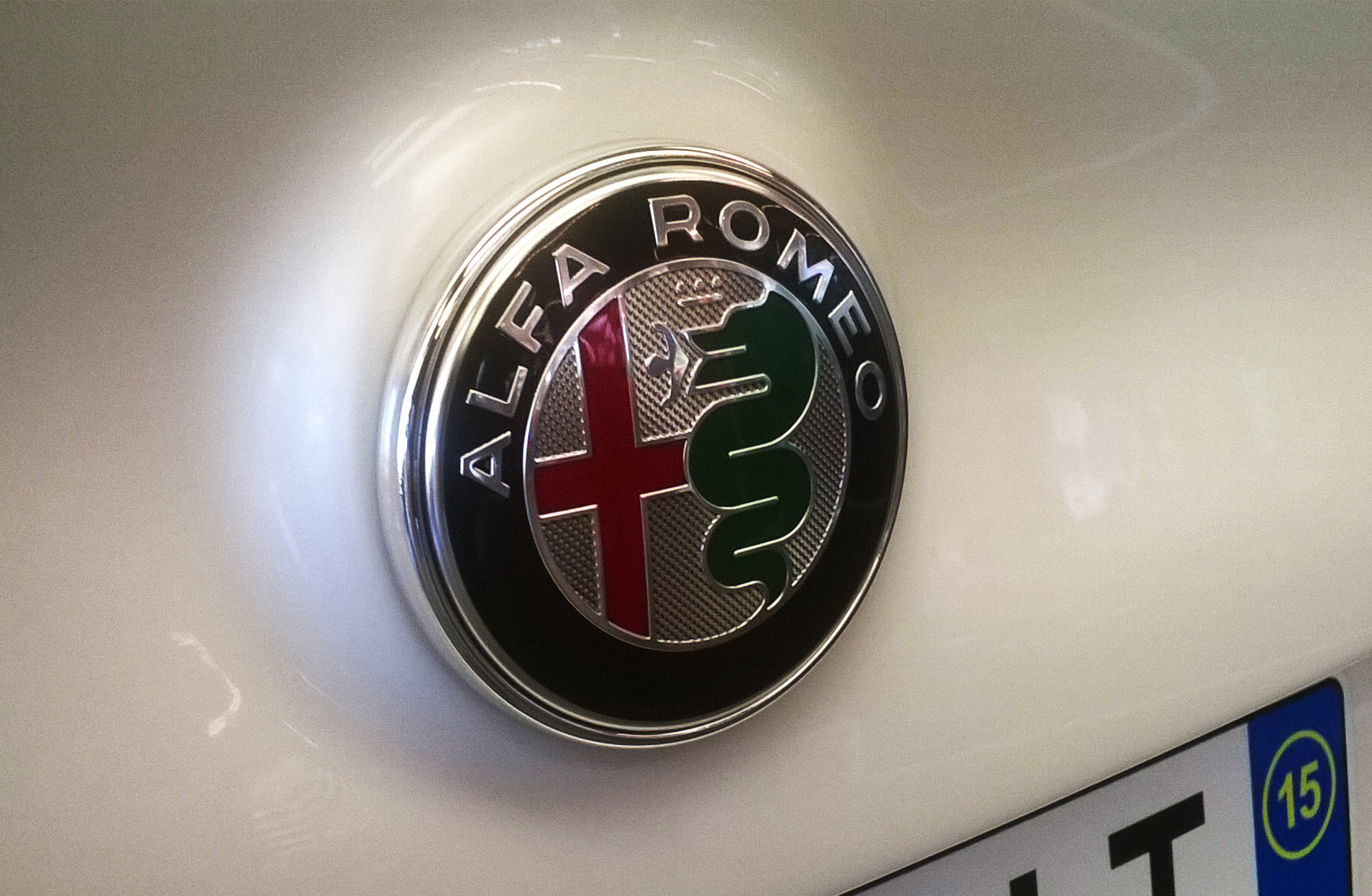
Het nieuwe logo

Het Alfa Romeo-logo werd in 1910 ontworpen door Romano Cattaneo toen die de opdracht kreeg een logo te ontwerpen voor het nieuwe Milanese automerk. Het logo is opgebouwd uit twee Milanese symbolen: rechts de slang van het geslacht van de Visconti's op een lichtblauwe achtergrond (het idee hiervoor was afkomstig van een jonge tekenaar uit de ontwikkelingsafdeling van Alfa die bij het Castello Sforzesco in Milaan op een tram wachtte toen zijn oog viel op de slang op de Filaretetoren) en links het rode kruis op een witte achtergrond, ontleend aan het kruis dat de Milanees Giovanni da Rho tijdens de kruistochten als eerste op de stadsmuren van Jeruzalem plaatste. Oorspronkelijk werden beide symbolen omsloten door een donkerblauwe cirkel met de woorden "ALFA" (bovenaan) en "Milano" (onderaan). Na de overname van het bedrijf door Nicola Romeo in 1915 werd "Romeo" toegevoegd aan het logo. Nadat de Alfa Romeo P2 het eerste wereldkampioenschap voor auto's had gewonnen werd het logo omringd met een gouden lauwerkrans. Toen in 1971 de Alfa Romeo Alfasud niet in Milaan maar in Pomigliano d'Arco nabij Napels werd geproduceerd, verdween Milano uit het logo.
In 2015 tijdens de introductie van de nieuwe Alfa Romeo Giulia (952) werd het nieuwe logo bekendgemaakt. Het logo dat voorheen op de Alfa Romeo's pronkte is hierin enigszins vereenvoudigd. Het nieuwe logo bevat nog maar drie kleuren, in tegenstelling tot de vijf kleuren van het oude logo.

## Motorsport
Alfa Romeo is zeer succesvol in verschillende takken van de autosport. Het merk boekte overwinningen in onder meer:

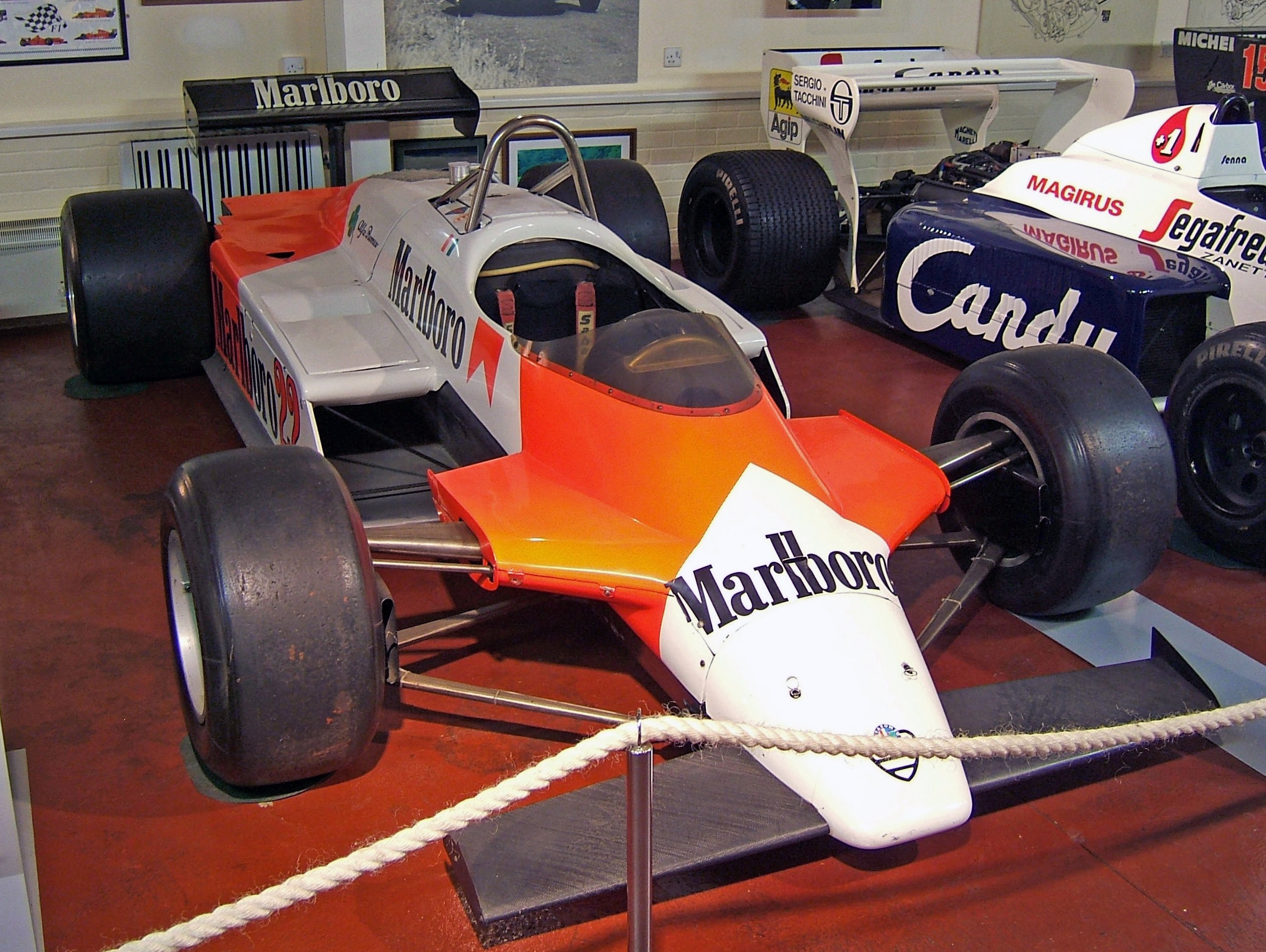
Alfa Romeo type 182 Formule 1 (1982)

- Wereldkampioen Formule 1 (tweemaal)

- 24 uur van Le Mans (viermaal)
- Formule 3 (elfmaal)
- Can-Am
- Mille Miglia (elfmaal)
- Targa Florio (tienmaal)
- Wereldkampioen Grand Prix (vooroorlogs) (eenmaal)
- IndyCar Series
- Auto GP
- Rally: Groep A, Groep B, Groep C (tweemaal wereldkampioen) & Groep N
- WTCC, ETCC & BTCC
- DTM
- Italian Superturismo Championship

### Quadrifoglio Verde

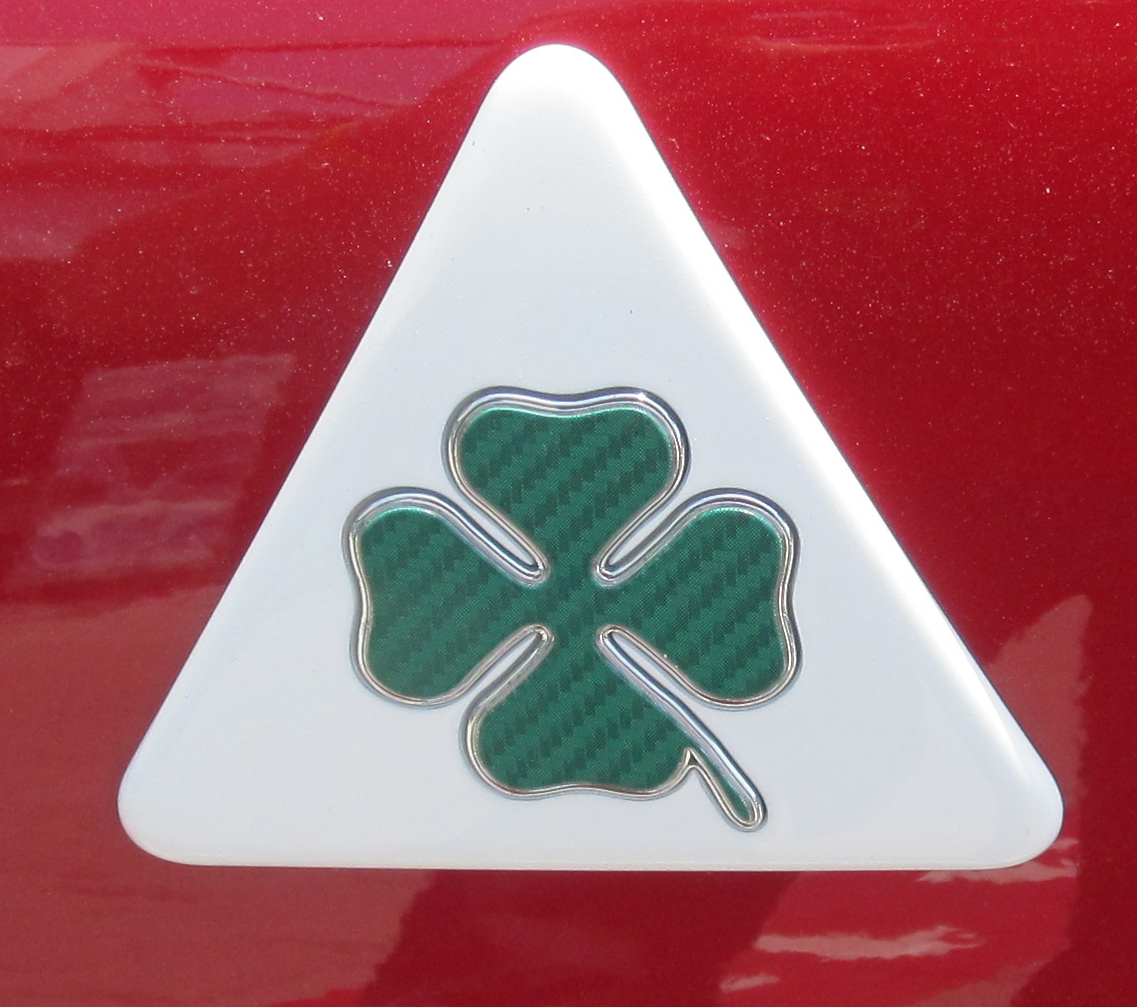
Het QV logo

In 1923 gebruikte Ugo Sivocci tijdens de Targa Florio op beide zijden van zijn racewagen de afbeelding van een klavertjevier, quadrifoglio in het Italiaans, om hem geluk te brengen tijdens de race. De Quadrifoglio Verde (QV; klavertje vier) is tot op heden typisch voor de racewagens van Alfa Romeo. Het raceverleden van Alfa ziet men terug in het huidige modellengamma, waar van ieder model de uitvoering met de sterkste motor wordt voorzien van een speciale QV uitrusting.

### Alfa Romeo GTA
De typeaanduiding Alfa Romeo GTA wordt sinds 1965 gebruikt voor de sportiefste versies. GTA is een afkorting van Gran Turismo Alleggerita (Italiaans voor lichter gemaakt).

## Modellen

### Huidige modellen
| Giulia | Tonale | Stelvio | Junior |
| ------ | ------ | ------- | ------ |
|        |        |         |        |

Alfa Romeo voert anno 2022 de volgende modellen:
- Alfa Romeo Giulia: De nieuwe generatie Giulia werd onthuld aan de pers in het Museo Storico Alfa Romeo in Arese, op 24 juni 2015. Dit viel samen met het 105-jarig bestaan van Alfa Romeo hetgeen de gelegenheid gaf tot de invoering van een nieuw modern logo.
- Alfa Romeo Tonale: De compacte SUV Tonale wordt in 2022 geïntroduceerd net onder de Stelvio. Hij deelt zijn basis met de Jeep Compass en krijgt als eerste Alfa Romeo een plug-inhybride aandrijving.
- Alfa Romeo Stelvio: De Stelvio werd onthuld op 2016 Los Angeles Auto Show. De Stelvio is Alfa Romeo's eerste productie-SUV die zal concurreren in dezelfde categorie als de Porsche Macan, Jaguar F-Pace, Audi Q5 en BMW X3.
- Alfa Romeo Junior: In april 2024 voorgesteld, eerste volledige elektrische auto van Alfa Romeo.

### Oude modellen
|      | Productiewagens | Competitiewagens | : |
| 1910 | 1910 24 HP 1910 12 HP 1911 15 HP 1913 40-60 HP 1914 20-30 HP                                                           | 1911 15 HP Corsa 1913 40-60 HP Corsa 1914 Grand Prix | : |
| 1920 | 1920 G1 1921 G2 1922 RL 1923 RM 1927 6C 1500 1929 6C 1750                                                              | 1922 RL Super Sport 1923 RL Targa Florio 1923 P1 1924 P2 1928 6C 1500 MMS 1929 6C 1750 Super Sport | : |
| 1930 | 1931 8C 2300 1933 6C 1900 1934 6C 2300 1935 8C 2900 1939 6C 2500                                                       | 1931 Tipo A 1931 8C 2300 Monza 1932 Tipo B (P3) 1935 Bimotore 1935 8C 35 1935 8C 2900A 1936 12C 36 1937 12C 37 1937 6C 2300B Mille Miglia 1937 8C 2900B Mille Miglia 1938 308 1938 312 1938 316 1938 158 1939 6C 2500 Super Sport Corsa |   |
| 1940 | | 1948 6C 2500 Competizione |   |
| 1950 | 1950 1900 1951 Matta 1954 Giulietta 1954 Romeo 1958 2000                                                               | 1951 159 |   |
| 1960 | 1962 2600 1962 Giulia 1965 Gran Sport Quattroruote 1966 Spider Duetto 1967 33 Stradale 1967 1750 1967 F12/A12/F11/A11  | 1960 Giulietta SZ 1963 Giulia TZ 1965 GTA 1965 Tipo 33 1968 33/2 1969 33/3 |   |
| 1970 | 1970 Montreal 1971 2000 1972 Alfasud 1972 Alfetta 1972 33/4 1973 33TT12 1976 33SC12 1977 'Nuova' Giulietta 1979 Alfa 6 | 1979 177 1979 179 |   |
| 1980 | 1983 33 1984 Arna 1984 90 1985 75 1987 164 1989 SZ/RZ                                                                  | 1982 182 |   |
| 1990 | 1992 155 1994 145 1994 146 1995 GTV/Spider 1997 156 1998 166                                                           | 1993 155 DTM |   |
| 2000 | 2000 147 2003 GT 2005 Crosswagon 2005 Brera/Spider 2006 159 2007 8C Competizione 2008 8C Spider 2008 MiTo              | |   |
| 2010 | 2010 Giulietta 2013 4C                                                                                                 | |   |
| 2020 | | |   |

### Conceptwagens
Design heeft altijd een grote rol gespeeld in de geschiedenis van Alfa Romeo. In de loop der jaren zijn er dan ook vele designstudies gemaakt, zij het door het eigen centro Stile, zij het samen met grote Italiaanse designstudio's zoals Pininfarina, Bertone, Zagato en ItalDesign - Giugiaro. 

### Carrosseriebouw
Vroeger was het gebruikelijk dat een auto in meerdere carrosserie varianten verkrijgbaar was. Deze werden dan door externe bedrijven ontworpen en in beperkte oplage gebouwd. Op basis van Alfa Romeo's werden carrosserieën gebouwd door onder andere Pininfarina, Bertone, Zagato, Vignale, Carrozzeria Castagna, Carrozzeria Touring, Ghia, Viotti, Stabilimenti Farina, Boneschi, Boano & Ellena, Garavini, Marazzi, Figoni et Falaschi en OSI.

## Tijdlijn
| Type                  | 1980            | 1980            | 1980            | 1980            | 1980       | 1980       | 1980       | 1980        | 1980        | 1980        | 1990        | 1990        | 1990        | 1990        | 1990        | 1990        | 1990        | 1990        | 1990        | 1990        | 2000        | 2000        | 2000        | 2000        | 2000          | 2000          | 2000          | 2000            | 2000            | 2000            | 2010        | 2010        | 2010        | 2010        | 2010        | 2010      | 2010      | 2010      | 2010      | 2010      | 2020      | 2020       | 2020       | 2020       | 2020        | 2020    | 2020 | 2020 | 2020 | 2020 | 2020 | 2020 | 2020 | 2020 | 2020 | 2020 | 2020 | 2020 | 2020 | 2020 | 2020 | 2020 | 2020 | 2020 | 2020 | 2020 | 2020 | 2020 | 2020 | 2020 | 2020 | 2020 | 2020 | 2020 | 2020 | 2020 | 2020 | 2020 | 2020 | 2020 | 2020 | 2020 | 2020 | 2020 | 2020 |
| Type                  | 0               | 1               | 2               | 3               | 4          | 5          | 6          | 7           | 8           | 9           | 0           | 1           | 2           | 3           | 4           | 5           | 6           | 7           | 8           | 9           | 0           | 1           | 2           | 3           | 4             | 5             | 6             | 7               | 8               | 9               | 0           | 1           | 2           | 3           | 4           | 5         | 6         | 7         | 8         | 9         | 0         | 1          | 2          | 3          | 4           |         |      |      |      |      |      |      |      |      |      |      |      |      |      |      |      |      |      |      |      |      |      |      |      |      |      |      |      |      |      |      |      |      |      |      |      |      |      |      |      |
| Compacte klasse       |                 |                 |                 |                 |            |            |            |             |             |             |             |             |             |             |             |             |             |             |             |             |             |             |             |             |               |               |               |                 | MiTo            | MiTo            | MiTo        | MiTo        | MiTo        | MiTo        | MiTo        | MiTo      | MiTo      | MiTo      | MiTo      | MiTo      |           |            |            |            |             |         |      |      |      |      |      |      |      |      |      |      |      |      |      |      |      |      |      |      |      |      |      |      |      |      |      |      |      |      |      |      |      |      |      |      |      |      |      |      |      |
| Compacte middenklasse |                 |                 |                 | Arna            | Arna       | Arna       | Arna       | Arna        |             |             |             |             |             |             | 145         | 145         | 145         | 145         | 145         | 145         | 145         |             |             |             |               |               |               |                 |                 |                 |             |             |             |             |             |           |           |           |           |           |           |            |            |            |             |         |      |      |      |      |      |      |      |      |      |      |      |      |      |      |      |      |      |      |      |      |      |      |      |      |      |      |      |      |      |      |      |      |      |      |      |      |      |      |      |
| Compacte middenklasse | Alfasud         | Alfasud         | Alfasud         | Alfasud         | 33         | 33         | 33         | 33          | 33          | 33          | 33          | 33          | 33          | 33          | 33          | 146         | 146         | 146         | 146         | 146         | 146         | 147         | 147         | 147         | 147           | 147           | 147           | 147             | 147             | 147             | Giulietta   | Giulietta   | Giulietta   | Giulietta   | Giulietta   | Giulietta | Giulietta | Giulietta | Giulietta | Giulietta | Giulietta |            |            |            |             |         |      |      |      |      |      |      |      |      |      |      |      |      |      |      |      |      |      |      |      |      |      |      |      |      |      |      |      |      |      |      |      |      |      |      |      |      |      |      |      |
| Middenklasse          | Giulietta       | Giulietta       | Giulietta       | Giulietta       | Giulietta  | 75         | 75         | 75          | 75          | 75          | 75          | 75          | 155         | 155         | 155         | 155         | 155         | 155         | 156         | 156         | 156         | 156         | 156         | 156         | 156           | 156           | 159           | 159             | 159             | 159             | 159         | 159         |             |             |             |           | Giulia    | Giulia    | Giulia    | Giulia    | Giulia    | Giulia     | Giulia     | Giulia     | Giulia      |         |      |      |      |      |      |      |      |      |      |      |      |      |      |      |      |      |      |      |      |      |      |      |      |      |      |      |      |      |      |      |      |      |      |      |      |      |      |      |      |
| Hogere middenklasse   | Alfetta         | Alfetta         | Alfetta         | Alfetta         | Alfetta    | Alfetta    | Alfetta    | 90          | 90          | 90          | 90          | 90          | 90          | 90          | 164         | 164         | 164         | 164         | 164         | 164         | 164         | 166         | 166         | 166         | 166           | 166           | 166           | 166             |                 |                 |             |             |             |             |             |           |           |           |           |           |           |            |            |            |             |         |      |      |      |      |      |      |      |      |      |      |      |      |      |      |      |      |      |      |      |      |      |      |      |      |      |      |      |      |      |      |      |      |      |      |      |      |      |      |      |
| Hogere middenklasse   | Alfa 6          |                 |                 |                 |            |            |            |             |             |             |             |             |             |             |             |             |             |             |             |             |             |             |             |             |               |               |               |                 |                 |                 |             |             |             |             |             |           |           |           |           |           |           |            |            |            |             |         |      |      |      |      |      |      |      |      |      |      |      |      |      |      |      |      |      |      |      |      |      |      |      |      |      |      |      |      |      |      |      |      |      |      |      |      |      |      |      |
| Coupé                 | Alfasud Sprint  | Alfasud Sprint  | Alfasud Sprint  | Alfasud Sprint  | Sprint     | Sprint     | Sprint     | Sprint      | Sprint      | Sprint      |             |             |             |             |             |             |             |             |             |             |             |             |             | GT          | GT            | GT            | GT            | GT              | GT              | GT              | GT          |             |             |             |             |           |           |           |           |           |           |            |            |            |             |         |      |      |      |      |      |      |      |      |      |      |      |      |      |      |      |      |      |      |      |      |      |      |      |      |      |      |      |      |      |      |      |      |      |      |      |      |      |      |      |
| Coupé                 | GTV / GTV6      | GTV / GTV6      | GTV / GTV6      | GTV / GTV6      | GTV / GTV6 | GTV / GTV6 | GTV / GTV6 | GTV / GTV6  |             |             |             |             |             |             | GTV         | GTV         | GTV         | GTV         | GTV         | GTV         | GTV         | GTV         | GTV         | GTV         | GTV           | Brera         | Brera         | Brera           | Brera           | Brera           | Brera       |             |             |             |             |           |           |           |           |           |           |            |            |            |             |         |      |      |      |      |      |      |      |      |      |      |      |      |      |      |      |      |      |      |      |      |      |      |      |      |      |      |      |      |      |      |      |      |      |      |      |      |      |      |      |
| Roadster              | Spider II       | Spider II       | Spider III      | Spider III      | Spider III | Spider III | Spider III | Spider III  | Spider III  | Spider III  | Spider IV   | Spider IV   | Spider IV   | Spider IV   | Spider      | Spider      | Spider      | Spider      | Spider      | Spider      | Spider      | Spider      | Spider      | Spider      | Spider        |               | Spider        | Spider          | Spider          | Spider          | Spider      |             |             |             |             |           |           |           |           |           |           |            |            |            |             |         |      |      |      |      |      |      |      |      |      |      |      |      |      |      |      |      |      |      |      |      |      |      |      |      |      |      |      |      |      |      |      |      |      |      |      |      |      |      |      |
| Sportwagen            |                 |                 |                 |                 |            |            |            |             |             | SZ          | SZ          | SZ          |             |             |             |             |             |             |             |             |             |             |             |             |               |               |               | 8C Competizione | 8C Competizione | 8C Competizione |             |             |             | 4C          | 4C          | 4C        | 4C        | 4C        | 4C        | 4C        |           |            |            |            | 33 Stradale |         |      |      |      |      |      |      |      |      |      |      |      |      |      |      |      |      |      |      |      |      |      |      |      |      |      |      |      |      |      |      |      |      |      |      |      |      |      |      |      |
| Sportwagen            |                 |                 |                 |                 |            |            |            |             |             |             |             |             | RZ          | RZ          | RZ          |             |             |             |             |             |             |             |             |             |               |               |               |                 | 8C Spider       | 8C Spider       | 8C Spider   |             |             |             |             | 4C Spider | 4C Spider | 4C Spider | 4C Spider | 4C Spider | 4C Spider |            |            |            |             |         |      |      |      |      |      |      |      |      |      |      |      |      |      |      |      |      |      |      |      |      |      |      |      |      |      |      |      |      |      |      |      |      |      |      |      |      |      |      |      |
| Mini CUV              |                 |                 |                 |                 |            |            |            |             |             |             |             |             |             |             |             |             |             |             |             |             |             |             |             |             |               |               |               |                 |                 |                 |             |             |             |             |             |           |           |           |           |           |           |            |            |            | Junior      |         |      |      |      |      |      |      |      |      |      |      |      |      |      |      |      |      |      |      |      |      |      |      |      |      |      |      |      |      |      |      |      |      |      |      |      |      |      |      |      |
| Compacte CUV          |                 |                 |                 |                 |            |            |            |             |             |             |             |             |             |             |             |             |             |             |             |             |             |             |             |             |               |               |               |                 |                 |                 |             |             |             |             |             |           |           |           |           |           |           |            | Tonale     | Tonale     | Tonale      |         |      |      |      |      |      |      |      |      |      |      |      |      |      |      |      |      |      |      |      |      |      |      |      |      |      |      |      |      |      |      |      |      |      |      |      |      |      |      |      |
| SUV                   |                 |                 |                 |                 |            |            |            |             |             |             |             |             |             |             |             |             |             |             |             |             |             |             |             |             | Crosswagon Q4 | Crosswagon Q4 | Crosswagon Q4 |                 |                 |                 |             |             |             |             |             |           |           |           | Stelvio   | Stelvio   | Stelvio   | Stelvio    | Stelvio    | Stelvio    | Stelvio     | Stelvio |      |      |      |      |      |      |      |      |      |      |      |      |      |      |      |      |      |      |      |      |      |      |      |      |      |      |      |      |      |      |      |      |      |      |      |      |      |      |      |
| Bestelwagen           | F12/A12/F11/A11 | F12/A12/F11/A11 | F12/A12/F11/A11 | F12/A12/F11/A11 | AR6        | AR6        | AR6        | AR6         | AR6         | AR6         |             |             |             |             |             |             |             |             |             |             |             |             |             |             |               |               |               |                 |                 |                 |             |             |             |             |             |           |           |           |           |           |           |            |            |            |             |         |      |      |      |      |      |      |      |      |      |      |      |      |      |      |      |      |      |      |      |      |      |      |      |      |      |      |      |      |      |      |      |      |      |      |      |      |      |      |      |
| Bestelwagen           | AR8             |                 |                 |                 |            |            |            |             |             |             |             |             |             |             |             |             |             |             |             |             |             |             |             |             |               |               |               |                 |                 |                 |             |             |             |             |             |           |           |           |           |           |           |            |            |            |             |         |      |      |      |      |      |      |      |      |      |      |      |      |      |      |      |      |      |      |      |      |      |      |      |      |      |      |      |      |      |      |      |      |      |      |      |      |      |      |      |
| Eigenaar              | IRI             | IRI             | IRI             | IRI             | IRI        | IRI        | IRI        | Fiat S.p.A. | Fiat S.p.A. | Fiat S.p.A. | Fiat S.p.A. | Fiat S.p.A. | Fiat S.p.A. | Fiat S.p.A. | Fiat S.p.A. | Fiat S.p.A. | Fiat S.p.A. | Fiat S.p.A. | Fiat S.p.A. | Fiat S.p.A. | Fiat S.p.A. | Fiat S.p.A. | Fiat S.p.A. | Fiat S.p.A. | Fiat S.p.A.   | Fiat S.p.A.   | Fiat S.p.A.   | Fiat S.p.A.     | Fiat S.p.A.     | Fiat S.p.A.     | Fiat S.p.A. | Fiat S.p.A. | Fiat S.p.A. | Fiat S.p.A. | Fiat S.p.A. | FCA       | FCA       | FCA       | FCA       | FCA       | FCA       | Stellantis | Stellantis | Stellantis | Stellantis  |         |      |      |      |      |      |      |      |      |      |      |      |      |      |      |      |      |      |      |      |      |      |      |      |      |      |      |      |      |      |      |      |      |      |      |      |      |      |      |      |

| Type                  | 1940                                            | 1940                                            | 1940                                            | 1940                                            | 1940                                            | 1950                                            | 1950                                            | 1950                                            | 1950                                            | 1950                                            | 1950                                            | 1950                                            | 1950                                            | 1950                                            | 1950                                            | 1960                                            | 1960                                            | 1960                                            | 1960                                            | 1960                                            | 1960                                            | 1960                                            | 1960                                            | 1960                                            | 1960                                            | 1970                                            | 1970                                            | 1970                                            | 1970                                            | 1970                                            | 1970                                            | 1970                                            | 1970                                            | 1970                                            | 1970                                            |  |
| Type                  | 5                                               | 6                                               | 7                                               | 8                                               | 9                                               | 0                                               | 1                                               | 2                                               | 3                                               | 4                                               | 5                                               | 6                                               | 7                                               | 8                                               | 9                                               | 0                                               | 1                                               | 2                                               | 3                                               | 4                                               | 5                                               | 6                                               | 7                                               | 8                                               | 9                                               | 0                                               | 1                                               | 2                                               | 3                                               | 4                                               | 5                                               | 6                                               | 7                                               | 8                                               | 9                                               |  |
| Compacte middenklasse |                                                 |                                                 |                                                 |                                                 |                                                 |                                                 |                                                 |                                                 |                                                 |                                                 |                                                 |                                                 |                                                 |                                                 | Dauphine                                        | Dauphine                                        | Dauphine                                        | Dauphine                                        | Dauphine                                        | Dauphine                                        |                                                 |                                                 |                                                 |                                                 |                                                 |                                                 | Alfasud                                         | Alfasud                                         | Alfasud                                         | Alfasud                                         | Alfasud                                         | Alfasud                                         | Alfasud                                         | Alfasud                                         | Alfasud                                         |  |
| Middenklasse          |                                                 |                                                 |                                                 |                                                 |                                                 |                                                 |                                                 |                                                 |                                                 | Giulietta                                       | Giulietta                                       | Giulietta                                       | Giulietta                                       | Giulietta                                       | Giulietta                                       | Giulietta                                       | Giulietta                                       | Giulietta                                       |                                                 |                                                 |                                                 |                                                 |                                                 |                                                 |                                                 |                                                 |                                                 |                                                 |                                                 |                                                 |                                                 |                                                 |                                                 |                                                 |                                                 |  |
| Middenklasse          |                                                 |                                                 |                                                 |                                                 |                                                 |                                                 |                                                 |                                                 |                                                 |                                                 |                                                 |                                                 |                                                 |                                                 |                                                 |                                                 |                                                 | Giulia                                          | Giulia                                          | Giulia                                          | Giulia                                          | Giulia                                          | Giulia                                          | Giulia                                          | Giulia                                          | Giulia                                          | Giulia                                          | Giulia                                          | Giulia                                          | Giulia                                          | Giulia                                          | Giulia                                          | Giulia                                          | Giulietta                                       | Giulietta                                       |  |
| Hogere middenklasse   |                                                 |                                                 |                                                 |                                                 |                                                 |                                                 |                                                 |                                                 |                                                 |                                                 |                                                 |                                                 |                                                 |                                                 |                                                 |                                                 |                                                 |                                                 |                                                 |                                                 |                                                 |                                                 |                                                 | 1750 Berlina                                    | 1750 Berlina                                    | 1750 Berlina                                    | 1750 Berlina                                    | Alfetta                                         | Alfetta                                         | Alfetta                                         | Alfetta                                         | Alfetta                                         | Alfetta                                         | Alfetta                                         | Alfetta                                         |  |
| Hogere middenklasse   |                                                 |                                                 |                                                 |                                                 |                                                 |                                                 |                                                 |                                                 |                                                 |                                                 |                                                 |                                                 |                                                 |                                                 |                                                 |                                                 |                                                 |                                                 |                                                 |                                                 |                                                 |                                                 |                                                 |                                                 |                                                 |                                                 | 2000 Berlina                                    | 2000 Berlina                                    | 2000 Berlina                                    | 2000 Berlina                                    | 2000 Berlina                                    | 2000 Berlina                                    | Alfetta 2000                                    | Alfetta 2000                                    | Alfetta 2000                                    |  |
| Hogere middenklasse   |                                                 |                                                 |                                                 |                                                 |                                                 | 1900                                            | 1900                                            | 1900                                            | 1900                                            | 1900                                            | 1900                                            | 1900                                            | 1900                                            | 2000                                            | 2000                                            | 2000                                            | 2000                                            | 2600                                            | 2600                                            | 2600                                            | 2600                                            | 2600                                            | 2600                                            | 2600                                            |                                                 |                                                 |                                                 |                                                 |                                                 |                                                 |                                                 |                                                 |                                                 |                                                 | Alfa 6                                          |  |
| Coupé                 |                                                 |                                                 |                                                 |                                                 |                                                 |                                                 |                                                 |                                                 |                                                 | Giulietta Sprint                                | Giulietta Sprint                                | Giulietta Sprint                                | Giulietta Sprint                                | Giulietta Sprint                                | Giulietta Sprint                                | Giulietta Sprint                                | Giulietta Sprint                                | Giulietta Sprint                                | Giulietta Sprint                                | Giulietta Sprint                                | Giulietta Sprint                                | GT Junior                                       | GT Junior                                       | GT Junior                                       | GT Junior                                       | GT Junior                                       | GT Junior                                       | GT Junior                                       | GT Junior                                       | GT Junior                                       | GT Junior                                       | Alfasud Sprint                                  | Alfasud Sprint                                  | Alfasud Sprint                                  | Alfasud Sprint                                  |  |
| Coupé                 |                                                 |                                                 |                                                 |                                                 |                                                 |                                                 |                                                 |                                                 |                                                 |                                                 |                                                 |                                                 |                                                 |                                                 |                                                 |                                                 |                                                 |                                                 | Giulia Sprint GT / GT Veloce                    | Giulia Sprint GT / GT Veloce                    | Giulia Sprint GT / GT Veloce                    | Giulia Sprint GT / GT Veloce                    | Giulia Sprint GT / GT Veloce                    | Giulia Sprint GT / GT Veloce                    | Giulia Sprint GT / GT Veloce                    | Giulia Sprint GT / GT Veloce                    | Giulia Sprint GT / GT Veloce                    | Giulia Sprint GT / GT Veloce                    | Giulia Sprint GT / GT Veloce                    | Giulia Sprint GT / GT Veloce                    | Alfetta GT / GTV                                | Alfetta GT / GTV                                | Alfetta GT / GTV                                | Alfetta GT / GTV                                | Alfetta GT / GTV                                |  |
| Coupé                 |                                                 |                                                 |                                                 |                                                 |                                                 |                                                 | 1900 Sprint                                     | 1900 Sprint                                     | 1900 Sprint                                     | 1900 Sprint                                     | 1900 Sprint                                     | 1900 Sprint                                     | 1900 Sprint                                     |                                                 |                                                 | 2000 Sprint                                     | 2000 Sprint                                     | 2600 Sprint                                     | 2600 Sprint                                     | 2600 Sprint                                     | 2600 Sprint                                     | 2600 Sprint                                     | 2600 Sprint                                     |                                                 |                                                 |                                                 |                                                 |                                                 |                                                 |                                                 |                                                 |                                                 |                                                 |                                                 |                                                 |  |
| Cabriolet             |                                                 |                                                 |                                                 |                                                 |                                                 |                                                 |                                                 | 1900 L                                          | 1900 L                                          | 1900 L                                          |                                                 |                                                 |                                                 |                                                 |                                                 |                                                 |                                                 |                                                 |                                                 |                                                 | Giulia GTC                                      | Giulia GTC                                      | Giulia GTC                                      |                                                 |                                                 |                                                 |                                                 |                                                 |                                                 |                                                 |                                                 |                                                 |                                                 |                                                 |                                                 |  |
| Roadster              |                                                 |                                                 |                                                 |                                                 |                                                 |                                                 |                                                 |                                                 |                                                 |                                                 | Giulietta Spider                                | Giulietta Spider                                | Giulietta Spider                                | Giulietta Spider                                | Giulietta Spider                                | Giulietta Spider                                | Giulietta Spider                                | Giulietta Spider                                | Giulietta Spider                                | Giulietta Spider                                | Giulietta Spider                                | Spider I                                        | Spider I                                        | Spider I                                        | Spider I                                        | Spider II                                       | Spider II                                       | Spider II                                       | Spider II                                       | Spider II                                       | Spider II                                       | Spider II                                       | Spider II                                       | Spider II                                       | Spider II                                       |  |
| Roadster              |                                                 |                                                 |                                                 |                                                 |                                                 |                                                 |                                                 |                                                 |                                                 |                                                 |                                                 |                                                 |                                                 | 2000 Spider                                     | 2000 Spider                                     | 2000 Spider                                     | 2000 Spider                                     | 2600 Spider                                     | 2600 Spider                                     | 2600 Spider                                     | 2600 Spider                                     |                                                 |                                                 |                                                 |                                                 |                                                 |                                                 |                                                 |                                                 |                                                 |                                                 |                                                 |                                                 |                                                 |                                                 |  |
| Roadster              |                                                 |                                                 |                                                 |                                                 |                                                 |                                                 |                                                 |                                                 |                                                 |                                                 |                                                 |                                                 |                                                 |                                                 |                                                 |                                                 |                                                 |                                                 |                                                 | Gran Sport Quattroruote                         |                                                 |                                                 |                                                 |                                                 |                                                 |                                                 |                                                 |                                                 |                                                 |                                                 |                                                 |                                                 |                                                 |                                                 |                                                 |  |
| Sportwagen            | 6C 2500                                         | 6C 2500                                         | 6C 2500                                         | 6C 2500                                         | 6C 2500                                         |                                                 |                                                 |                                                 |                                                 |                                                 |                                                 |                                                 |                                                 |                                                 |                                                 |                                                 |                                                 |                                                 |                                                 |                                                 |                                                 |                                                 |                                                 |                                                 |                                                 | Montreal                                        | Montreal                                        | Montreal                                        | Montreal                                        | Montreal                                        | Montreal                                        | Montreal                                        | Montreal                                        |                                                 |                                                 |  |
| Sportwagen            |                                                 |                                                 |                                                 |                                                 |                                                 |                                                 |                                                 |                                                 |                                                 |                                                 |                                                 |                                                 |                                                 |                                                 |                                                 |                                                 |                                                 |                                                 |                                                 |                                                 |                                                 | 33 Stradale                                     |                                                 |                                                 |                                                 |                                                 |                                                 |                                                 |                                                 |                                                 |                                                 |                                                 |                                                 |                                                 |                                                 |  |
| Terreinwagen          |                                                 |                                                 |                                                 |                                                 |                                                 |                                                 | Matta                                           | Matta                                           | Matta                                           | Matta                                           |                                                 |                                                 |                                                 |                                                 |                                                 |                                                 |                                                 |                                                 |                                                 |                                                 |                                                 |                                                 |                                                 |                                                 |                                                 |                                                 |                                                 |                                                 |                                                 |                                                 |                                                 |                                                 |                                                 |                                                 |                                                 |  |
| Bestelwagen           |                                                 |                                                 |                                                 |                                                 |                                                 |                                                 |                                                 |                                                 |                                                 | Romeo                                           | Romeo                                           | Romeo                                           | Romeo 2                                         | Romeo 2                                         | Romeo 2                                         | Romeo 2                                         | Romeo 2                                         | Romeo 2                                         | Romeo 2                                         | Romeo 2                                         | Romeo 2                                         | Romeo 2                                         | Romeo 3                                         | F12/A12/F11/A11                                 | F12/A12/F11/A11                                 | F12/A12/F11/A11                                 | F12/A12/F11/A11                                 | F12/A12/F11/A11                                 | F12/A12/F11/A11                                 | F12/A12/F11/A11                                 | F12/A12/F11/A11                                 | F12/A12/F11/A11                                 | F12/A12/F11/A11                                 | F12/A12/F11/A11                                 | F12/A12/F11/A11                                 |  |
| Bestelwagen           |                                                 |                                                 |                                                 |                                                 |                                                 |                                                 |                                                 |                                                 |                                                 |                                                 |                                                 |                                                 |                                                 |                                                 |                                                 |                                                 |                                                 |                                                 |                                                 |                                                 |                                                 |                                                 |                                                 |                                                 |                                                 |                                                 |                                                 |                                                 |                                                 |                                                 |                                                 |                                                 | AR8                                             |                                                 |                                                 |  |
| Eigenaar              | IRI (Istituto per la Ricostruzione Industriale) | IRI (Istituto per la Ricostruzione Industriale) | IRI (Istituto per la Ricostruzione Industriale) | IRI (Istituto per la Ricostruzione Industriale) | IRI (Istituto per la Ricostruzione Industriale) | IRI (Istituto per la Ricostruzione Industriale) | IRI (Istituto per la Ricostruzione Industriale) | IRI (Istituto per la Ricostruzione Industriale) | IRI (Istituto per la Ricostruzione Industriale) | IRI (Istituto per la Ricostruzione Industriale) | IRI (Istituto per la Ricostruzione Industriale) | IRI (Istituto per la Ricostruzione Industriale) | IRI (Istituto per la Ricostruzione Industriale) | IRI (Istituto per la Ricostruzione Industriale) | IRI (Istituto per la Ricostruzione Industriale) | IRI (Istituto per la Ricostruzione Industriale) | IRI (Istituto per la Ricostruzione Industriale) | IRI (Istituto per la Ricostruzione Industriale) | IRI (Istituto per la Ricostruzione Industriale) | IRI (Istituto per la Ricostruzione Industriale) | IRI (Istituto per la Ricostruzione Industriale) | IRI (Istituto per la Ricostruzione Industriale) | IRI (Istituto per la Ricostruzione Industriale) | IRI (Istituto per la Ricostruzione Industriale) | IRI (Istituto per la Ricostruzione Industriale) | IRI (Istituto per la Ricostruzione Industriale) | IRI (Istituto per la Ricostruzione Industriale) | IRI (Istituto per la Ricostruzione Industriale) | IRI (Istituto per la Ricostruzione Industriale) | IRI (Istituto per la Ricostruzione Industriale) | IRI (Istituto per la Ricostruzione Industriale) | IRI (Istituto per la Ricostruzione Industriale) | IRI (Istituto per la Ricostruzione Industriale) | IRI (Istituto per la Ricostruzione Industriale) | IRI (Istituto per la Ricostruzione Industriale) |  |